# Wereldkampioenschappen kortebaanzwemmen 2008
De wereldkampioenschappen zwemmen kortebaan 2008 werden van 9 april tot en met 13 april 2008 gehouden in het Engelse Manchester in de Manchester Evening News Arena. De bouw van het zwembad van 25 x 25 x 2 meter werd op 18 maart 2008 gestart en was ruim voor de start van het WK klaar en gevuld met ca. 2 miljoen liter water.
De series werden in de ochtend gezwommen om 10.00 uur (lokale tijd), de finales om 's avonds om 19.00 uur. Op zaterdag en zondag werden de series al om 9.00 uur gezwommen, de finales om 16.30 uur (zaterdag) en 15.00 uur (zondag). Veel van de wedstrijden werden live door Eurosport uitgezonden.

## Deelnemers

### Selectie Nederland
Voor Nederland namen 11 mannen en 8 vrouwen deel, onder wie Marleen Veldhuis en Inge Dekker maar geen Pieter van den Hoogenband.

### Selectie België
Voor België namen alleen Griet Buelens en Kim Caluwaerts deel.

## Resultaten zwemmen

### 50 meter vrije slag
| #      | Land | Atleet           | Tijd     |
| ------ | ---- | ---------------- | -------- |
| Goud   | CRO  | Duje Draganja    | 20,81 WR |
| Zilver | GBR  | Mark Foster      | 21,31    |
| Brons  | RSA  | Gerhard Zandberg | 21,33    |

| #      | Land | Atleet              | Tijd     |
| ------ | ---- | ------------------- | -------- |
| Goud   | NED  | Marleen Veldhuis    | 23,25 WR |
| Zilver | NED  | Hinkelien Schreuder | 23,83    |
| Brons  | GBR  | Francesca Halsall   | 24,11    |

### 100 meter vrije slag
| #      | Land | Atleet          | Tijd  |
| ------ | ---- | --------------- | ----- |
| Goud   | USA  | Nathan Adrian   | 46,67 |
| Zilver | ITA  | Filippo Magnini | 46,70 |
| Brons  | CRO  | Duje Draganja   | 46,83 |

| #      | Land | Atleet              | Tijd  |
| ------ | ---- | ------------------- | ----- |
| Goud   | NED  | Marleen Veldhuis    | 52,17 |
| Zilver | GBR  | Francesca Halsall   | 52,79 |
| Brons  | FIN  | Hanna-Maria Seppälä | 52,94 |

### 200 meter vrije slag
| #      | Land | Atleet                | Tijd    |
| ------ | ---- | --------------------- | ------- |
| Goud   | AUS  | Kenrick Monk          | 1.43,46 |
| Zilver | AUS  | Kirk Palmer           | 1.43,50 |
| Brons  | ITA  | Massimiliano Rosolino | 1.44,23 |

| #      | Land | Atleet             | Tijd    |
| ------ | ---- | ------------------ | ------- |
| Goud   | AUS  | Kylie Palmer       | 1.54,41 |
| Zilver | NED  | Femke Heemskerk    | 1.54,65 |
| Brons  | GBR  | Caitlin McClatchey | 1.55,15 |

### 400 meter vrije slag
| #      | Land | Atleet                | Tijd       |
| ------ | ---- | --------------------- | ---------- |
| Goud   | RUS  | Joeri Priloekov       | 3.37,35 ER |
| Zilver | ITA  | Massimiliano Rosolino | 3.39,60    |
| Brons  | GBR  | Robert Renwick        | 3.40,22    |

| #      | Land | Atleet         | Tijd    |
| ------ | ---- | -------------- | ------- |
| Goud   | AUS  | Kylie Palmer   | 3.59,23 |
| Zilver | ROU  | Camelia Potec  | 4.01,06 |
| Brons  | GBR  | Joanne Jackson | 4.01,11 |

### 800 meter vrije slag
| #      | Land | Atleet            | Tijd       |
| ------ | ---- | ----------------- | ---------- |
| Goud   | GBR  | Rebecca Adlington | 8.08,25 ER |
| Zilver | AUS  | Kylie Palmer      | 8.12,32    |
| Brons  | ESP  | Erika Villaecija  | 8.13,93    |

### 1500 meter vrije slag
| #      | Land | Atleet              | Tijd     |
| ------ | ---- | ------------------- | -------- |
| Goud   | RUS  | Joeri Priloekov     | 14.22,98 |
| Zilver | GBR  | David Davies        | 14.36,30 |
| Brons  | POL  | Mateusz Sawrymowicz | 14.43,37 |

### 50 meter rugslag
| #      | Land | Atleet         | Tijd  |
| ------ | ---- | -------------- | ----- |
| Goud   | USA  | Peter Marshall | 23.49 |
| Zilver | GBR  | Liam Tancock   | 23.53 |
| Brons  | AUS  | Ashley Delaney | 23.57 |

| #      | Land | Atleet            | Tijd     |
| ------ | ---- | ----------------- | -------- |
| Goud   | CRO  | Sanja Jovanović   | 26,37 WR |
| Zilver | CHN  | Chang Gao         | 26,70    |
| Brons  | UKR  | Kateryna Zoebkova | 26,81    |

### 100 meter rugslag
| #      | Land | Atleet           | Tijd     |
| ------ | ---- | ---------------- | -------- |
| Goud   | GBR  | Liam Tancock     | 50,14 ER |
| Zilver | USA  | Randall Bal      | 50,42    |
| Brons  | RUS  | Stanislav Donets | 50,53    |

| #      | Land | Atleet            | Tijd     |
| ------ | ---- | ----------------- | -------- |
| Goud   | ZIM  | Kirsty Coventry   | 57,10    |
| Zilver | UKR  | Kateryna Zoebkova | 57,15 ER |
| Brons  | CRO  | Sanja Jovanović   | 57,80    |

### 200 meter rugslag
| #      | Land | Atleet           | Tijd       |
| ------ | ---- | ---------------- | ---------- |
| Goud   | AUT  | Markus Rogan     | 1.47,84 WR |
| Zilver | USA  | Ryan Lochte      | 1.47,91    |
| Brons  | RUS  | Stanislav Donets | 1.50,45    |

| #      | Land | Atleet             | Tijd       |
| ------ | ---- | ------------------ | ---------- |
| Goud   | ZIM  | Kirsty Coventry    | 2.00,91 WR |
| Zilver | GBR  | Elizabeth Simmonds | 2.02,60 ER |
| Brons  | USA  | Margaret Hoelzer   | 2.03,85    |

### 50 meter schoolslag
| #      | Land | Atleet                | Tijd  |
| ------ | ---- | --------------------- | ----- |
| Goud   | UKR  | Oleg Lisogor          | 26,46 |
| Zilver | USA  | Mark Gangloff         | 26,54 |
| Brons  | RSA  | Cameron van der Burgh | 26,67 |

| #      | Land | Atleet          | Tijd     |
| ------ | ---- | --------------- | -------- |
| Goud   | USA  | Jessica Hardy   | 29,58 WR |
| Zilver | GBR  | Kate Haywood    | 30,35    |
| Zilver | AUS  | Sarah Katsoulis | 30,35    |

### 100 meter schoolslag
| #      | Land | Atleet                | Tijd  |
| ------ | ---- | --------------------- | ----- |
| Goud   | UKR  | Ihor Borysyk          | 57,74 |
| Zilver | RSA  | Cameron van der Burgh | 57,92 |
| Brons  | UKR  | Oleg Lisogor          | 58,08 |

| #      | Land | Atleet            | Tijd    |
| ------ | ---- | ----------------- | ------- |
| Goud   | USA  | Jessica Hardy     | 1.04,22 |
| Zilver | AUS  | Jade Edmistone    | 1.04,93 |
| Brons  | RSA  | Suzaan van Biljon | 1.05,38 |

### 200 meter schoolslag
| #      | Land | Atleet               | Tijd    |
| ------ | ---- | -------------------- | ------- |
| Goud   | GBR  | Kristopher Gilchrist | 2.06,18 |
| Zilver | UKR  | Ihor Borysyk         | 2.06,21 |
| Brons  | RSA  | William Diering      | 2.06,85 |

| #      | Land | Atleet            | Tijd    |
| ------ | ---- | ----------------- | ------- |
| Goud   | RSA  | Suzaan van Biljon | 2.18,73 |
| Zilver | AUS  | Sally Foster      | 2.20,11 |
| Brons  | RUS  | Joelia Jefimova   | 2.20,48 |

### 50 meter vlinderslag
| #      | Land | Atleet              | Tijd  |
| ------ | ---- | ------------------- | ----- |
| Goud   | AUS  | Adam Pine           | 22.78 |
| Zilver | UKR  | Sergiy Breus        | 22.86 |
| Brons  | RUS  | Jevgeni Korotysjkin | 22.94 |

| #      | Land | Atleet              | Tijd     |
| ------ | ---- | ------------------- | -------- |
| Goud   | AUS  | Felicity Galvez     | 25,32 WR |
| Zilver | NED  | Hinkelien Schreuder | 25,40    |
| Brons  | NED  | Inge Dekker         | 25,60    |

### 100 meter vlinderslag
| #      | Land | Atleet            | Tijd  |
| ------ | ---- | ----------------- | ----- |
| Goud   | SLO  | Peter Mankoč      | 50,04 |
| Zilver | AUS  | Adam Pine         | 50,54 |
| Brons  | RUS  | Nikolaj Skvortsov | 50,78 |

| #      | Land | Atleet          | Tijd     |
| ------ | ---- | --------------- | -------- |
| Goud   | AUS  | Felicity Galvez | 55,89 WR |
| Zilver | USA  | Rachel Komisarz | 56,32    |
| Brons  | GBR  | Jemma Lowe      | 56,84    |

### 200 meter vlinderslag
| #      | Land | Atleet             | Tijd    |
| ------ | ---- | ------------------ | ------- |
| Goud   | NZL  | Moss Burmester     | 1.51,05 |
| Zilver | RUS  | Nikolaj Skvortsov  | 1.51,83 |
| Brons  | POL  | Paweł Korzeniowski | 1.52,25 |

| #      | Land | Atleet          | Tijd    |
| ------ | ---- | --------------- | ------- |
| Goud   | USA  | Mary Descenza   | 2.04,27 |
| Zilver | AUS  | Felicity Galvez | 2.04,90 |
| Brons  | GBR  | Jessica Dickons | 2.05,09 |

### 100 meter wisselslag
| #      | Land | Atleet       | Tijd     |
| ------ | ---- | ------------ | -------- |
| Goud   | USA  | Ryan Lochte  | 51,15 WR |
| Zilver | SLO  | Peter Mankoč | 52,21    |
| Brons  | GBR  | Liam Tancock | 52,22    |

| #      | Land | Atleet              | Tijd  |
| ------ | ---- | ------------------- | ----- |
| Goud   | AUS  | Shayne Reese        | 59,58 |
| Zilver | FIN  | Hanna-Maria Seppälä | 59,62 |
| Brons  | ZIM  | Kirsty Coventry     | 59,77 |

### 200 meter wisselslag
| #      | Land | Atleet        | Tijd       |
| ------ | ---- | ------------- | ---------- |
| Goud   | USA  | Ryan Lochte   | 1.51,56 WR |
| Zilver | GBR  | Liam Tancock  | 1.53,10 ER |
| Brons  | GBR  | James Goddard | 1.55,15    |

| #      | Land | Atleet                 | Tijd       |
| ------ | ---- | ---------------------- | ---------- |
| Goud   | ZIM  | Kirsty Coventry        | 2.06,13 WR |
| Zilver | ESP  | Mireia Belmonte García | 2.07,47 ER |
| Brons  | GBR  | Hannah Miley           | 2.08,79    |

### 400 meter wisselslag
| #      | Land | Atleet             | Tijd    |
| ------ | ---- | ------------------ | ------- |
| Goud   | USA  | Ryan Lochte        | 4.03,21 |
| Zilver | USA  | Robert Margalis    | 4.03,74 |
| Brons  | GRE  | Ioannis Drymonakos | 4.05,11 |

| #      | Land | Atleet                 | Tijd       |
| ------ | ---- | ---------------------- | ---------- |
| Goud   | ZIM  | Kirsty Coventry        | 4.26,52 WR |
| Zilver | GBR  | Hannah Miley           | 4.27,27 ER |
| Brons  | ESP  | Mireia Belmonte García | 4.27,55    |

### 4x100 meter vrije slag
| #      | Land | Atleet                                                          | Tijd       |
| ------ | ---- | --------------------------------------------------------------- | ---------- |
| Goud   | USA  | Ryan Lochte Bryan Lundquist Nathan Adrian Doug Van Wie          | 3.08,44 WR |
| Zilver | NED  | Robert Lijesen Bas van Velthoven Mitja Zastrow Robin van Aggele | 3.09,18 ER |
| Brons  | SWE  | Petter Stymne Stefan Nystrand Lars Frölander Marcus Piml        | 3.10,04    |

| #      | Land | Atleet                                                              | Tijd       |
| ------ | ---- | ------------------------------------------------------------------- | ---------- |
| Goud   | NED  | Hinkelien Schreuder Femke Heemskerk Inge Dekker Marleen Veldhuis    | 3.29,42 WR |
| Zilver | AUS  | Alice Mills Shayne Reese Kelly Stubbins Angie Bainbridge            | 3.32,00    |
| Brons  | GBR  | Francesca Halsall Caitlin McClatchey Julia Beckett Melanie Marshall | 3.32,88    |

### 4x200 meter vrije slag
| #      | Land | Atleet                                                                 | Tijd       |
| ------ | ---- | ---------------------------------------------------------------------- | ---------- |
| Goud   | AUS  | Kirk Palmer Grant Brits Nicholas Sprenger Kenrick Monk                 | 6.55,65    |
| Zilver | GBR  | Robert Renwick David Carry Andrew Hunter Ross Davenport                | 6.56,52 ER |
| Brons  | ITA  | Emiliano Brembilla Massimiliano Rosolino Nicola Cassio Filippo Magnini | 6.58,39    |

| #      | Land | Atleet                                                               | Tijd       |
| ------ | ---- | -------------------------------------------------------------------- | ---------- |
| Goud   | NED  | Inge Dekker Femke Heemskerk Marleen Veldhuis Ranomi Kromowidjojo     | 7.38,90 WR |
| Zilver | GBR  | Joanne Jackson Melanie Marshall Caitlin McClatchey Rebecca Adlington | 7.38,96    |
| Brons  | AUS  | Bronte Barratt Angie Bainbridge Kelly Stubbins Kylie Palmer          | 7.39,01    |

### 4x100 meter wisselslag
| #      | Land | Atleet                                                                    | Tijd       |
| ------ | ---- | ------------------------------------------------------------------------- | ---------- |
| Goud   | RUS  | Stanislav Donets Sergey Geybel Jevgeni Korotysjkin Aleksandr Soechoroekov | 3.24,39 WR |
| Zilver | USA  | Randall Bal Mark Gangloff Ryan Lochte Nathan Adrian                       | 3.24,38    |
| Brons  | NZL  | Daniel Bell Glenn Snyders Corney Swanepoel Cameron Gibson                 | 3.27,15    |

| #      | Land | Atleten                                                      | Tijd       |
| ------ | ---- | ------------------------------------------------------------ | ---------- |
| Goud   | USA  | Margaret Hoelzer Jessica Hardy Rachel Komisarz Kara Denby    | 3.51,36 WR |
| Zilver | AUS  | Rachel Goh Sarah Katsoulis Felicity Galvez Alice Mills       | 3.52,01    |
| Brons  | GBR  | Elizabeth Simmonds Kate Haywood Jemma Lowe Francesca Halsall | 3.53,02 ER |

## Medailleklassement
| Plaats | Land                | Goud | Zilver | Brons | Totaal |
| 1      | Verenigde Staten    | 10   | 6      | 1     | 17     |
| 2      | Australië           | 8    | 9      | 2     | 19     |
| 3      | Nederland           | 4    | 4      | 1     | 9      |
| 4      | Zimbabwe            | 4    | 0      | 1     | 5      |
| 5      | Verenigd Koninkrijk | 3    | 10     | 11    | 24     |
| 6      | Rusland             | 3    | 1      | 5     | 9      |
| 7      | Oekraïne            | 2    | 3      | 2     | 7      |
| 8      | Kroatië             | 2    | 0      | 2     | 4      |
| 9      | Zuid-Afrika         | 1    | 1      | 4     | 6      |
| 10     | Slovenië            | 1    | 1      | 0     | 2      |
| 11     | Nieuw-Zeeland       | 1    | 0      | 1     | 2      |
| 12     | Oostenrijk          | 1    | 0      | 0     | 1      |
| 13     | Italië              | 0    | 2      | 2     | 4      |
| 14     | Spanje              | 0    | 1      | 2     | 3      |
| 15     | Finland             | 0    | 1      | 1     | 2      |
| 16     | China               | 0    | 1      | 0     | 1      |
| 16     | Roemenië            | 0    | 1      | 0     | 1      |
| 18     | Polen               | 0    | 0      | 2     | 2      |
| 19     | Griekenland         | 0    | 0      | 1     | 1      |
| 19     | Zweden              | 0    | 0      | 1     | 1      |
| Totaal | Totaal              | 40   | 41     | 39    | 120    |